# Hundertwasserhaus
Hundertwasserhaus u Beču (Kegelgasse 34–38, 3. okrug) je stambena zgrada u vlasništvu grada Beča, sagrađena u vremenu od 1983. – 1986. godine.
Ova šarena i neobična zgrada neravnih podova, te oplemenjena s oko 250 stabala i grmova, sagrađena je prema ideji Friedensreicha Hundertwassera (Friedrich Stowasser) i planu arhitekta Josepha Krawine. Zgrada nimalo ne odgovara uobičajenom poimanju i klišejima arhitekture, već predstavlja jedno od najkreativnijih i najoriginalnijih djela moderne arhitekture na svijetu. Zgrada raspolaže s ukupno 52 stana, 4 poslovna prostora, te sa 16 privatnih i 3 zajedničke krovne terase.
Hundertwasserhaus je ujedno i jedna od najposjećenijih građevina u Austriji, dok su slične građevine sagrađene u suradnji s Friedensreichom Hundertwasserom i arhitektima Peterom Pelikanom i Heinzom M. Springmannom u Bad Sodenu, Darmstadtu, Frankfurtu, Magdeburgu, Osaki, Plochingenu, Wittenbergu i Bad Blumau.     

## Vanjske poveznice
- Hundertwasserhaus Wien